# Singapur Open 1965
Die Singapur Open 1965 im Badminton fanden vom 30. Juli bis zum 1. August 1965 in Singapur statt. Lindy Lin und Vivien Gwee gewannen am Endspieltag auch den Mixedtitel von Singapur im Tennis.

## Finalergebnisse
| Disziplin    | Sieger                   | Finalist                       | Ergebnis     |
| ------------ | ------------------------ | ------------------------------ | ------------ |
| Herreneinzel | Omar Manap               | Wee Sen                        | 15:7, 15:7   |
| Dameneinzel  | Lai Siew York            | Aishah Attan                   | 11:5, 11:6   |
| Herrendoppel | Tan Yee Khan Ng Boon Bee | Khor Cheng Chye Lee Guan Chong | 15:8, 17:14  |
| Damendoppel  | Lim Choo Eng Luanne Lim  |                                | w.o.         |
| Mixed        | Lindy Lin Vivien Gwee    | Tan Boon Liat Nancy Sng        | 17:14, 18:15 |